# Sławomir Kruszkowski
Sławomir Kruszkowski (ur. 14 października 1975 w Toruniu) – polski wioślarz, reprezentant Polski i AZS Toruń w wioślarskiej czwórce podwójnej podczas Letnich Igrzysk Olimpijskich w Sydney (8m) i Atenach (4m) oraz wioślarskiej ósemce podczas Letnich Igrzysk Olimpijskich w Pekinie. Srebrny (Sevilla 2002) i brązowy (Mediolan 2003) medalista mistrzostw świata w czwórce podwójnej (jego partnerami byli Adam Korol, Marek Kolbowicz i Adam Bronikowski). Srebrny medalista Mistrzostw Europy (Poznań 2007) Od 2010 roku Radny Rady Miasta Torunia.

## Osiągnięcia
- Mistrzostwa Świata – St. Catharines 1999 – ósemka – 11. miejsce[1].
- Igrzyska Olimpijskie – Sydney 2000 – czwórka podwójna – 8. miejsce[1].
- Mistrzostwa Świata – Lucerna 2001 – czwórka podwójna – 6. miejsce[1].
- Mistrzostwa Świata – Sewilla 2002 – czwórka podwójna – 2. miejsce[1].
- Mistrzostwa Świata – Mediolan 2003 – czwórka podwójna – 3. miejsce[1].
- Igrzyska Olimpijskie – Ateny 2004 – czwórka podwójna – 4. miejsce[1].
- Mistrzostwa Świata – Gifu 2005 – ósemka – 5. miejsce[1].
- Mistrzostwa Świata – Eton 2006 – ósemka – 6. miejsce[1].
- Mistrzostwa Świata – Monachium 2007 – ósemka – 5. miejsce[1].
- Mistrzostwa Europy – Poznań 2007 – ósemka – 2. miejsce[1].
- Igrzyska Olimpijskie – Pekin 2008 – ósemka – 5. miejsce[1].
- Mistrzostwa Świata – Poznań 2009 – ósemka – 4. miejsce